# Tachyspiza virgata
Tachyspiza virgata (лат.) — вид хищных птиц из семейства ястребиных (Accipitridae). 
Распространён в Гималаях и на большей части Юго-Восточной Азии. Встречается в широколиственных и смешанных лесах; на высоте от 300 до 2200 метров над уровнем моря. Длина крыла самца 15,5—17 см, самки 17—20 см.  Издаёт громкий длинный крик «ки-юиир» и быстрый «ткбеу-ткбеу-ткбеу…».

## Описание
Индийский перепелятник — небольшой ястреб длиной от 24 до 36 см и с размахом крыльев от 42 до 70 см. Самки немного тяжелее самцов и весят от 131 до 215 г, тогда как самцы — от 83 до 140 г.

## Подвиды
Выделяют 10 подвидов:
- Tachyspiza virgata affinis (Hodgson, 1836) — от запада Гималаев до центра Китая и Индокитая
- Tachyspiza virgata fuscipectus Mees, 1970 — Тайвань
- Tachyspiza virgata besra (Jerdon, 1839) — юг Индии и Шри-Ланка
- Tachyspiza virgata vanbemmeli Voous, 1950 — Суматра
- Tachyspiza virgata rufotibialis Sharpe, 1887 — Борнео
- Tachyspiza virgata virgata (Temminck, 1822) —	Ява и Бали
- Tachyspiza virgata quinquefasciatus Mees, 1984 — остров Флорес
- Tachyspiza virgata abdulalii Mees, 1981 —	Андаманские и Никобарские острова
- Tachyspiza virgata confusa Hartert, 1910 — север и центр Филиппин
- Tachyspiza virgata quagga Parkes, 1973 — центр и юг Филиппин (исключая провинцию Палаван и архипелаг Сулу)